# Малые Еласы
Малые Ела́сы (мар. Изи Йоласал) — деревня в Горномарийском районе республики Марий Эл, входит в Еласовское сельское поселение.

## Географическое положение
Деревня Малые Еласы расположена в 1 км от села Еласы, на правом берегу реки Большая Юнга.

## История
Впервые в документах деревня упоминается в 1795 году.
В 1924—1931 годах входила в Козьмодемьянский кантон, в 1931—1936 годах — в Горномарийский район, в 1936—1959 — в Еласовский район, с 1959 года — вновь в Горномарийский район.

## Население
| 2002 | 2010 | 2013 | 2014 |
| ---- | ---- | ---- | ---- |
| 366  | ↗379 | ↗398 | ↗410 |

- 1897 год — 58 чел.
- 1919 год — 201 чел.
- 1925 год — 63 чел.
- 1929 год — 89 чел.

## Инфраструктура
Личное подсобное хозяйство.

## Транспорт
Автомобильный транспорт. Остановка общественного транспорта «Еласы».